# 架田
架田，又名浮田、筏田、葑田。是一种形式独特的农田，系以竹、木之类材料扎成的筏，浮于水面，用以种植某种农作物。
古代在沼澤水鄉無地可耕之處，用木樁作架，四周及底部置以水草和泥土、水生植物封实而成的漂浮水面的人造耕地。始見於宋代文獻。沼澤湖塘茭蒲丛生，年久，根被水冲荡，不再和土相连，于是浮出水面，相连数十丈，厚数尺，无地人在上面种植，多有收获，称之为葑田。有人用竹木捆扎成架，用葑泥铺在上面，浮系江湖水面，随水上下而没有旱涝，用来种植，也称之为葑田，又叫架田。宋元浙西最多，浙东也有。架田与圩田有所不同，圩田是利用滨河滩地作堤围水而成，架田则是在水面架设木筏铺泥而成。